# Rainieria brasiliana
Rainieria brasiliana är en tvåvingeart som först beskrevs av Camillo Rondani 1863.  Rainieria brasiliana ingår i släktet Rainieria och familjen skridflugor. Inga underarter finns listade i Catalogue of Life.